# Tennis South Invitational 1976 - Doppio
Il doppio del torneo di tennis Tennis South Invitational 1976, facente parte della categoria World Championship Tennis, ha avuto come vincitori Brian Gottfried e Raúl Ramírez che hanno battuto in finale Ross Case e Geoff Masters con il punteggio di 7–5, 4–6, 6–0.

## Teste di serie
1. Brian Gottfried /  Raúl Ramírez (Campioni)

1. Ross Case /  Geoff Masters (finale)

## Tabellone

### Legenda
| - Q = Qualificato - WC = Wild card - LL = Lucky loser | - ALT = Alternate - SE = Special Exempt - PR = Protected Ranking | - w/o = Walkover - r = Ritirato - d = Squalificato |

|  | Quarti di finale              | Quarti di finale               | Quarti di finale               | Quarti di finale | Quarti di finale |  |  | Semifinali                    | Semifinali                    | Semifinali                    | Semifinali              | Semifinali |   |   | Finale                       | Finale                       | Finale | Finale | Finale |  |
|  |                               |                                |                                |                  |                  |  |  |                               |                               |                               |                         |            |   |   |                              |                              |        |        |        |  |
|  | 1                             | Brian Gottfried Raúl Ramírez   | Brian Gottfried Raúl Ramírez   | 6                | 6                |  |  |                               |                               |                               |                         |            |   |   |                              |                              |        |        |        |  |
|  |                               | Ismail El Shafei Brian Fairlie | Ismail El Shafei Brian Fairlie | 4                | 4                |  |  | Brian Gottfried Raúl Ramírez  | Brian Gottfried Raúl Ramírez  | Brian Gottfried Raúl Ramírez  | 6                       | 6          |   |   |                              |                              |        |        |        |  |
|  | Anand Amritraj Vijay Amritraj | Anand Amritraj Vijay Amritraj  | Anand Amritraj Vijay Amritraj  | 6                | 7                |  |  | Anand Amritraj Vijay Amritraj | Anand Amritraj Vijay Amritraj | Anand Amritraj Vijay Amritraj | 2                       | 4          |   |   |                              |                              |        |        |        |  |
|  | Jaime Fillol Tom Gorman       | Jaime Fillol Tom Gorman        | Jaime Fillol Tom Gorman        | 2                | 5                |  |  |                               |                               |                               |                         |            |   |   | Brian Gottfried Raúl Ramírez | Brian Gottfried Raúl Ramírez | 7      | 4      | 6      |  |
|  | Bernie Mitton Dick Stockton   | Bernie Mitton Dick Stockton    | 2                              | 6                | 7                |  |  |                               |                               | Ross Case Geoff Masters       | Ross Case Geoff Masters | 5          | 6 | 0 |                              |                              |        |        |        |  |
|  | Billy Martin Ken Rosewall     | Billy Martin Ken Rosewall      | 6                              | 2                | 5                |  |  | Bernie Mitton Dick Stockton   | Bernie Mitton Dick Stockton   | Bernie Mitton Dick Stockton   | 3                       | 4          |   |   |                              |                              |        |        |        |  |
|  | 2                             | Ross Case Geoff Masters        | 6                              | 6                | 6                |  |  | Ross Case Geoff Masters       | Ross Case Geoff Masters       | Ross Case Geoff Masters       | 6                       | 6          |   |   |                              |                              |        |        |        |  |
|  |                               | John Alexander Phil Dent       | 7                              | 3                | 3                |  |  |                               |                               |                               |                         |            |   |   |                              |                              |        |        |        |  |